# Комаров, Сергей Леонидович
Сергей Леонидович Комаров (род. 18 апреля 1975, Никола, Иркутская область) — российский хоккеист, защитник.

## Биография
Уроженец Иркутской области, воспитанник уфимского хоккея. Начинал играть в сезоне 1994/95 за команды «Торос» Нефтекамск и «Юниор» Курган. Следующий сезон начал в «Крыльях Советов», затем перешёл в самарский ЦСК ВВС. Выступал за «Салават Юлаев» (2000/01), «Салават Юлаев-2» и «Амур» Хабаровск (2001/02), «Нефтяник» Альметьевск 92002/03), «Юность» Минск (Беларусь, 2003/04).
Чемпион и обладатель Кубка Беларуси (2003/04).